# Mark Dragunski
Mark Dragunski (Recklinghausen, 22 de diciembre de 1970) fue un jugador de balonmano alemán que jugaba como pivote. Fue uno de los componentes de la Selección de balonmano de Alemania con la que ha disputado 117 partidos internacionales en los que ha anotó un total de 174 goles, debutando un 4 de agosto de 1994 contra la selección de Marruecos. Sus condiciones físicas le convirtieron en uno de los pivotes dominantes en el balonmano europeo durante los primeros años del siglo XXI.
Tras retirarse como jugador en el TUSEM Essen al finalizar la temporada 2008/2009, comenzó su trayectoria en el organigrama técnico de este mismo club, siendo el entrenador del segundo equipo durante la temporada 2012/2013, para tras esa temporada tomar las riendas del primer equipo una temporada después en la 2. Handball-Bundesliga alemana.

## Equipos
- Eintracht Hagen (1991-1993)
- TUSEM Essen (1993-1997)
- TuS Nettelstedt-Lübbecke (1997-1998)
- TUSEM Essen (1998-2002)
- SG Flensburg-Handewitt (2002-2003)
- VfL Gummersbach (2003-2005)
- TUSEM Essen (2005-2009)

## Palmarés
- EHF City Cup  1994